# Marek Waleriusz Messala Messalinus
Marcus Valerius Messala Messalinus – polityk rzymski okresu początku pryncypatu. Syn znanego mówcy i polityka Waleriusza Korwina. Senator, konsul w 3 p.n.e., namiestnik prowincji Panonia w 6 n.e., w 9 n.e. uzyskał oznaki triumfalne. Był także jak ojciec uważny za dobrego mówcę. Tacyt podaje, że na pierwszym posiedzeniu senatu po śmierci Augusta złożył wniosek o składanie coroczne przysięgi na imię Tyberiusza. Po procesie Pizona złożył wniosek o postawienie złotego posągu w świątyni Marsa Mściciela jako podziękowanie za pomszczenie Germanika. Wniosek został odrzucony przez Tyberiusza.